# Centrum Dialogu im. Marka Edelmana

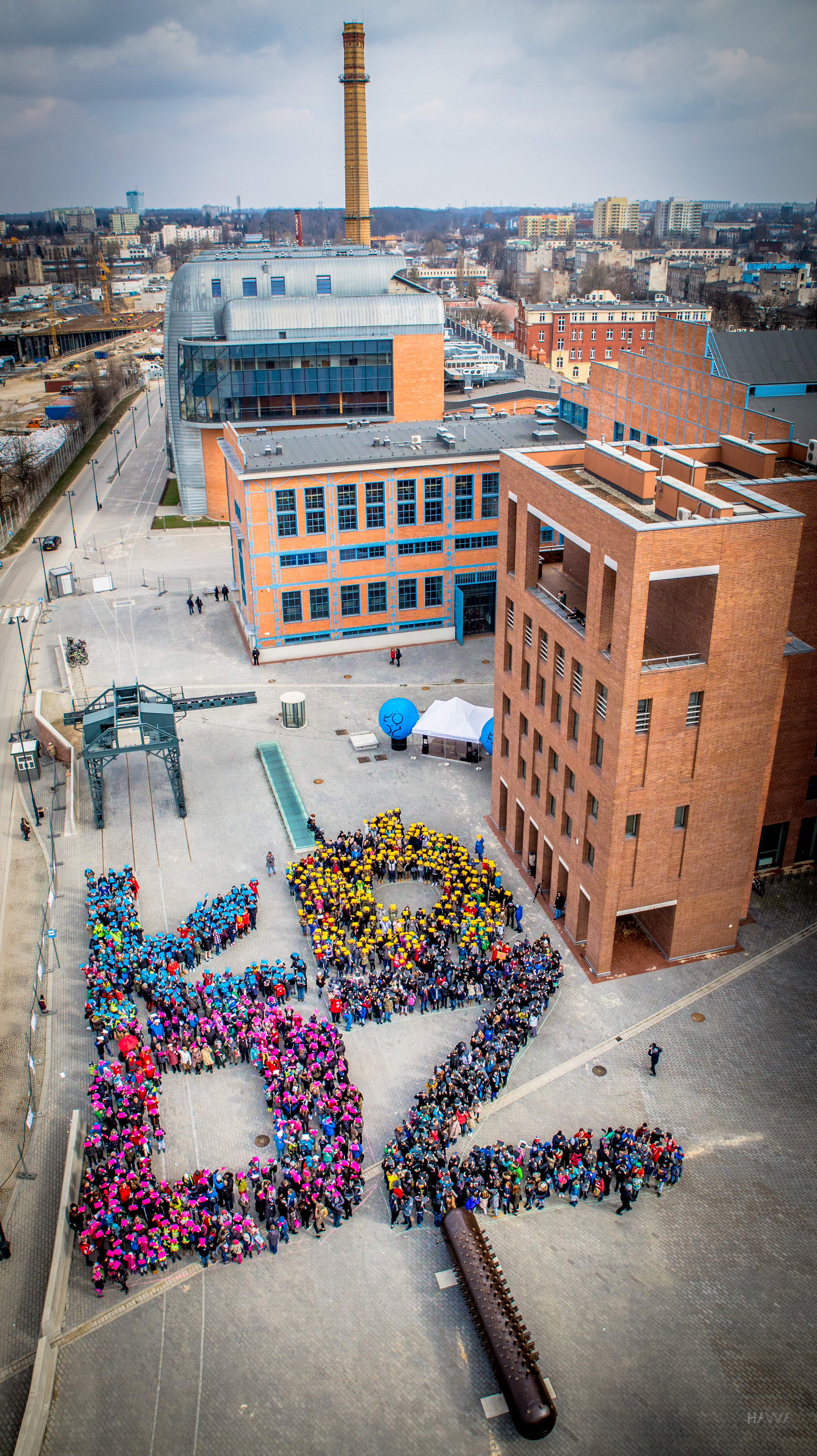
Finał Kolorowej Tolerancji 2016 fot. Grzegorz Habryn

Centrum Dialogu im. Marka Edelmana w Łodzi – istniejąca od 2010 miejska instytucja kultury w Łodzi, której celem jest prowadzenie działalności w zakresie popularyzowania wielokulturowego i wieloetnicznego dziedzictwa miasta ze szczególnym uwzględnieniem kultury żydowskiej oraz innych kultur mających znaczący wpływ na jego rozwój. Jej patronem jest Marek Edelman.
Centrum prowadzi działalność edukacyjną, organizuje wydarzenia wielokulturowe, realizuje działania na rzecz upamiętnienia ocalałych i Sprawiedliwych wśród Narodów Świata i ich rodzin, a także spacery, wykłady otwarte, wystawy, koncerty czy przedstawienia. W zakres działań instytucji  wchodzi także działalność wydawnicza. Projekty przygotowywane przez Centrum mają charakter zarówno międzynarodowy jak i lokalny.
Od 1 kwietnia 2011 dyrektorem instytucji jest Joanna Podolska. Siedziba Centrum od 2014 znajduje się w Parku Ocalałych.

## Misja i wizja
Centrum Dialogu im. Marka Edelmana to publiczna instytucja kultury, prowadząca działania edukacyjne, której celem jest kultywowanie wielokulturowego i wieloetnicznego dziedzictwa Łodzi, z uwzględnieniem wpływu, jaki historia wywiera na współczesność. Centrum Dialogu kładzie szczególny nacisk na żydowskie dziedzictwo Łodzi i relacje polsko-żydowskie. Misją Centrum jest działalność otwarta na przyszłość, zarówno wśród lokalnej jak i narodowej i międzynarodowej publiczności. Działalność prowadzona jest na polach edukacji, publikacji, organizacji projektów artystycznych i wydarzeń upamiętniających. Centrum realizuje swoje działania także poprzez współpracę z organizacjami polskimi i międzynarodowymi.
Do zadań statutowych Centrum należy:
- popularyzowanie dorobku różnych kultur
- promowanie wielokulturowego i wieloetnicznego dziedzictwa Łodzi, ze szczególnym uwzględnieniem kultury żydowskiej
- upowszechnianie idei tolerancji oraz przeciwdziałania przejawom rasizmu, ksenofobii i braku szacunku dla ludzi odmiennych światopoglądów, pochodzenia i kultury
- prowadzenie działalności edukacyjnej na temat wielokulturowości, adresowanej do społeczności polskiej i zagranicznej
- prowadzenie działalności szkoleniowej i edukacyjnej dla dzieci, młodzieży i dorosłych oraz wymiany międzynarodowej
- prowadzenie biblioteki i archiwum oraz tworzenia różnorodnych kolekcji, w szczególności związanych z łódzką społecznością żydowską i historią getta w Łodzi (Litzmannstadt Getto), realizacja projektów upamiętniających łódzką społeczność żydowską

- działanie na rzecz upamiętnienia Ocalałych i Sprawiedliwych oraz ich rodzin
- popularyzacja dzieł artystycznych, upowszechniających ideę wielokulturowości i wieloetniczności

## Działalność edukacyjna i kulturalna
Centrum kładzie nacisk na edukację. Misja edukacyjna jest skierowana do każdej grupy wiekowej: uczniów przedszkoli, szkół podstawowych i średnich, studentów, rodzin, indywidualnych osób nastoletnich oraz dorosłych. Centrum Dialogu przekazuje wiedzę o historii Łodzi, regionu i Polski oraz propagujemy wśród naszych odbiorców wartości tolerancji, empatii i otwartości poprzez opowiadanie o sylwetkach i postawach niezwykłych ludzi, w tym Ocalałych z Litzmannstadt-Getto oraz Sprawiedliwych wśród Narodów Świata. Przybliża młodym ludziom postaci związane z Łodzią, tj. Marek Edelman, Alina Margolis-Edelman, Jan Karski, Artur Szyk, czy Abramek Koplowicz. Organizuje wykłady, warsztaty, debaty, spacery, gry miejskie i wyjazdy. Prowadzi także działania edukacyjne towarzyszące pokazom filmowym w ramach ogólnopolskiego projektu Edukacja Młode Horyzonty, skierowanego do uczniów. 
Centrum organizuje także liczne imprezy kulturalne, między innymi wystawy czasowe, koncerty, przedstawienia oraz spotkania. Wydarzenia te najczęściej nawiązują do wielokulturowego dziedzictwa Łodzi. Wydarzenia to zarówno produkcje własne, jak i projekty realizowane we współpracy z instytucjami, ambasadami czy organizacjami pozarządowymi.
Flagowe projekty to:

### Festiwal Łódź Wielu Kultur
Festiwal zaistniał niemal ćwierć wieku pod nazwą Festiwal Dialogu Czterech Kultur, a później Festiwal Łódź Czterech Kultur. Od początku swojego istnienia przypominał, że historię Łodzi tworzyli pospołu Żydzi, Niemcy, Polacy, Rosjanie i przedstawiciele wielu innych nacji. Jako najbardziej łódzki z łódzkich festiwali celebruje bogactwo różnorodności, które czynią Łódź miejscem wyjątkowym na mapie kulturalnej Polski. Pragnie budować mosty między kulturami, inspirując do dialogu i otwartości. W jego ramach w październiku w całej Łodzi odbywają się koncerty, spektakle, wystawy, spotkania, performance, wydarzenia dla dzieci i młodzieży, a Centrum Dialogu pełni rolę Centrum Festiwalowego.
Więcej na stronie Festuwalu.

### Żywa Biblioteka
Żywą Bibliotekę organizujemy w listopadzie wokół Międzynarodowego Dnia Tolerancji już od 2014 r. Jej celem jest stworzenie przestrzeni dialogu społecznego, w której poprzez rozmowę z tzw. Żywą Książką każdy może podważyć stereotypy i krytycznie przyjrzeć się temu, co myśli o innych. To właśnie dzięki otwarciu na tematy trudne dla danej społeczności, Żywa Biblioteka skutecznie zastępuje stereotypy wiedzą, doświadczeniem i empatią w stosunku do osób narażonych na dyskryminację. W Żywej Bibliotece można porozmawiać zarówno z Muzułmaninem, Osobą Głuchą, Trzeźwym Alkoholikiem, Osobą w Kryzysie Bezdomności czy Osobą Transpłciową.

### Elementarz empatii
W siedzibie Centrum Dialogu znajduje się interaktywna wystawa „Elementarz empatii”, adresowana do dzieci i bliskich im dorosłych. Ekspozycja poświęcona jest empatii wobec świata, którą tak wspaniale wcielała w życie „superbohaterka” Alina Margolis-Edelman – lekarka, działaczka społeczna wyczulona na los dzieci. Wystawa pomoże Wam utwierdzić się w przekonaniu, że każdy może zdobyć tę tytułową supermoc i na swój sposób zmieniać świat na lepsze. Wstęp dla odbiorcy indywidualnego jest bezpłatny. W tej przestrzeni organizujemy spotkania, warsztaty i płatne zajęcia edukacyjne z wykwalifikowanymi edukatorkami.

### Biblioteka Centrum Dialogu
W jej ramach Centrum Dialogu wydaje książki, opowiadające zarówno w formie wspomnień, jak i fascynujących fikcji literackich, o przedwojennej Łodzi, łódzkim getcie i Holokauście. W Bibliotece Centrum Dialogu znajdują się pozycje takich autorów jak: Chava Rosenfarb, Zenia Larsson, Zofia Lubińska-Rosset, Annette Libeskind Berkovits, Arie Aksztajn (Eckstein), Arnold Mostowicz, Roman Kent czy Marek Edelman. Do tej pory wydaliśmy ponad 30 tytułów, tłumacząc je z języka jidysz, angielskiego, szwedzkiego i hebrajskiego. Często są to niezwykłe świadectwa o Łodzi, której już nie ma. Książki można nabyć bezpośrednio w Centrum Dialogu.

## Park Ocalałych
Park Ocalałych powstał w 2004 w związku z organizowanymi przez miasto Łódź uroczystościami 60. rocznicy likwidacji Litzmannstadt Getto. Pomysłodawczynią posadzenia w Łodzi szpaleru drzew symbolizujących tych, którzy przeżyli Holokaust, była ocalała z łódzkiego getta – Halina Elczewska. Ideę tę podjął ówczesny prezydent Łodzi Jerzy Kropiwnicki. 30 sierpnia 2004 pierwsze drzewka posadziło 387 osób, które przyjechały na uroczystości z całego świata. Park zaprojektowały Grażyna Ojrzyńska i Maria Herszel. Znajduje się w dolinie rzeki Łódki, na pograniczu dawnego getta, pomiędzy ulicami: Wojska Polskiego, Oblęgorską i ogródkami działkowymi przy ul. Źródłowej; zajmuje powierzchnię 8,5 ha. Jego osią kompozycyjną jest 150-metrowa aleja Arnolda Mostowicza, łącząca pomnik Sprawiedliwych wśród Narodów Świata z Kopcem Pamięci, na szczycie którego znajduje się pomnik Jana Karskiego.

## Wydarzenia upamiętniające

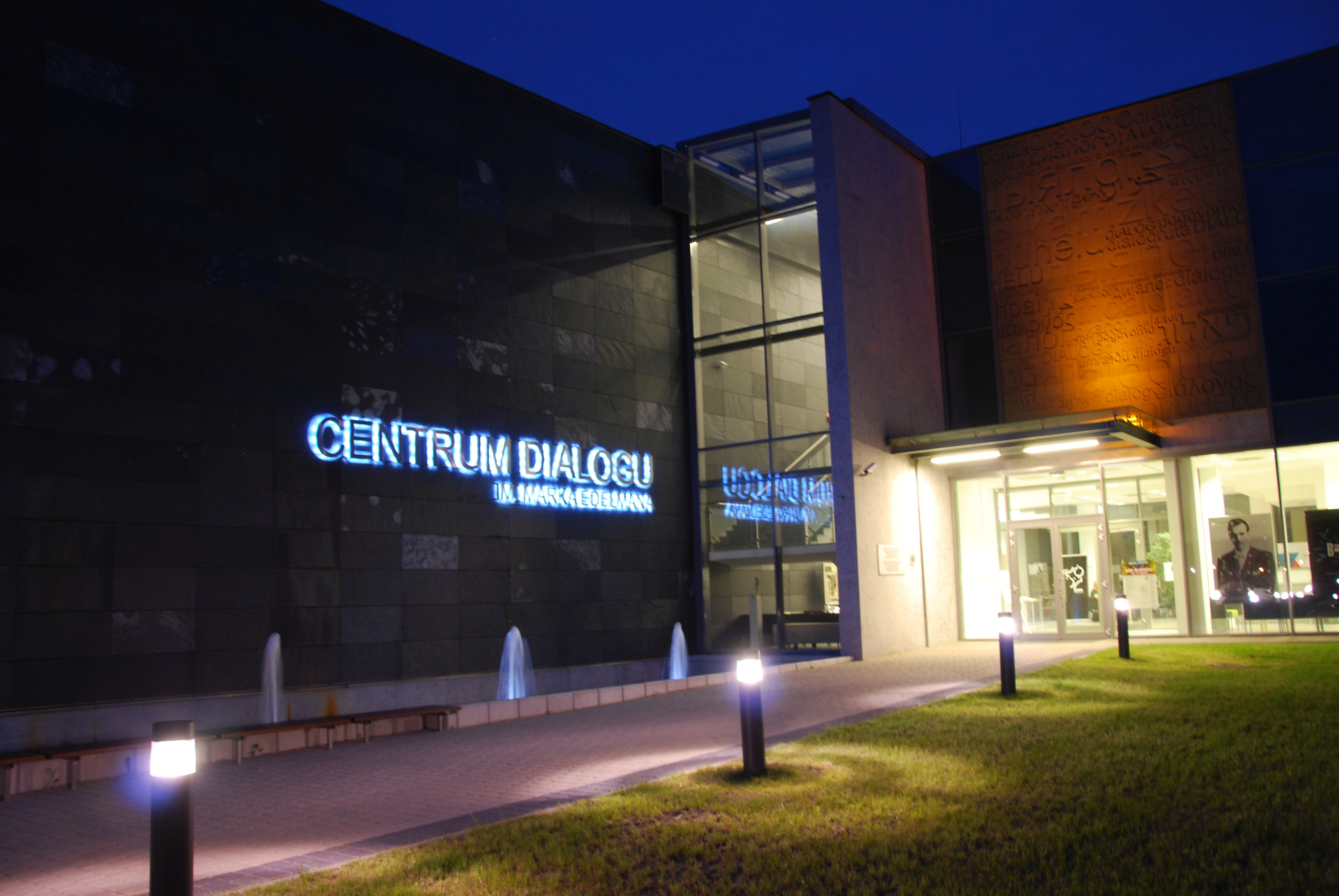
Budynek Centrum Dialogu w trakcie Nocy Muzeów

Jednym z głównych zadań Centrum jest organizacja wydarzeń upamiętniających historię Łodzi, w szczególności związanych z łódzką społecznością żydowską. Organizuje wydarzenia związane z likwidacją Litzmannstadt-Getto, likwidacją obozu cygańskiego w tym getcie, deportacji Żydów z Austrii, Czech, Niemiec i Luksemburga do łódzkiego getta, a także wiele innych wydarzeń rocznicowych związanych z historią Łodzi wielokulturowej. 
Od 2011 roku Centrum Dialogu im. Marka Edelmana w Łodzi organizuje w imieniu Prezydent Miasta Łodzi i Gminy Wyznaniowej Żydowskiej w Łodzi uroczystości upamiętniające rocznicę likwidacji łódzkiego getta, która przypada na 29 sierpnia, a także likwidacją obozu cygańskiego w tym getcie, deportacji Żydów z Austrii, Czech, Niemiec i Luksemburga do łódzkiego getta.
Najważniejszymi gośćmi uroczystości 29 sierpnia są Ocalali i ich rodziny, którzy przyjeżdżają do Łodzi z różnych stron świata. Uroczystości odbywają się na cmentarzu żydowskim oraz Stacji Radegast. W ramach wydarzeń towarzyszących organizowane są wystawy, spotkania autorskie, spacery z przewodnikami, pokazy filmów, koncerty, spektakle i spotkania z Ocalałymi oraz kolejnymi pokoleniami. 
Ponadto Centrum Dialogu gromadzi informacje o Ocalałych i ich rodzinach. Zachęcamy do kontaktu z nami wszystkich, którzy mogą dodać nowe wątki i szczegóły. Wiadomości można przesyłać do nas na adres e-mail: ocalali@centrumdialogu.com

## Patron
W 2010 Rada Miejska Łodzi zadecydowała, że patronem nowo powstałego Centrum Dialogu w Łodzi zostanie Marek Edelman.